# Praxishauptschule
Eine Praxishauptschule ist meist Teil einer Pädagogischen Hochschule. Sie untersteht als Bundesschule direkt dem österreichischen Bundesministerium für Unterricht, Kunst und Kultur. Eine Praxishauptschule gehört meist keinem Schulsprengel an. 
Den Schülern wird ein breites Spektrum an Lehr- und Lernformen geboten, da Studierende – meist der Pädagogischen Hochschule – in den Unterricht eingebunden werden.